# Sandro Ivanowski
Alessandro Ivanowski, mais conhecido como Sandro Ivanowski (Três de Maio, 1974), é um jornalista e apresentador de televisão brasileiro.

## Biografia
Formado em jornalismo pela Universidade Federal de Santa Maria., iniciou sua carreira na RBS, emissora afiliada da Rede Globo no Rio Grande do Sul. Em 1996 mudou-se para Umuarama, no Paraná, para trabalhar na sucursal da TV Tibagi, afiliada ao SBT. Em 1997, assinou contrato com a Rede Paranaense de Comunicação e foi trabalhar em Paranavaí. Desde de 2005 ficou fixado em Maringá, cobrindo as reportagens da região e transmitindo para nível estadual e nacional.
Uma das reportagens mais marcantes na carreira do jornalista foi quando atuava como repórter e, em junho de 2001, retornando de uma reportagem em Querência do Norte, avistou, a beira de uma estrada, um carro afundando em um lago com uma mulher e uma criança dentro. Sandro mais que prontamente auxiliou no resgate, que foi registrado pelo cinegrafista. A situação ganhou as principais manchetes do noticiário brasileiro. Pela atitude do jornalista, foi lembrado inclusive na Assembléia Legislativa do Paraná.
Vários momentos da carreira do jornalista tiveram repercussão e foram marcados por situações inusitadas ou polêmicas, como em 2003, enquanto conversava com o prefeito de Alto Paraná, Cláudio Golemba (PSDB), que não sabia que estava sendo filmado. No meio da conversa, Cláudio ameaçou um boia-fria com uma arma. O caso repercutiu na imprensa. Um outro fato que gerou polêmica foi quando, por meio de uma reportagem, culminou no afastamento de dois policiais em Maringá.
No inicio de 2019, o profissional, que apresentava o programa "Caminhos do Campo", deixou o grupo RPC para assumir a apresentação de um programa diário na RIC TV Maringá.